# Viking Grace
Viking Grace — фінський вантажо-пасажирський пором (відноситься до класу RoPax). Перший круїзний пором, двигун якого має здатність використовувати як паливо зріджений природний газ (можливо зауважити, що першим поромом на ЗПГ стало судно Glutra, призначене для рейсів на місцевих лініях).
Судно, передане замовнику 2013 року, спорудили на верфі компанії STX Europe у Турку для фінського оператора поромних ліній Viking Line. Viking Grace призначили для здійснення рейсів у Балтійському морі за маршрутом Турку — Стокгольм. Місткість судна становить 2800 пасажирів та до 500 автомобілів.
Головною особливістю Viking Grace стала його енергетична установка, яка складається з чотирьох двигунів Wärtsilä 8L50DF. Вона може використовувати як традиційні нафтопродукти, так і зріджений природний газ. В останньому випадку відбувається істотне зменшення шкідливих викидів (сполуки сірки, оксиди азоту, діоксид вуглецю).